# فرضية كورغان
فرضية كورغان (بالإنجليزية: Kurgan hypothesis)‏ (المعروفة أيضًا باسم نظرية كورغان أو نموذج كورجان) أو نظرية السهوب. هي الاقتراح الأكثر قبولًا لتعريف موطن اللغة الهندية الأوروبية البدائية الذي انتشرت منه اللغات الهندية الأوروبية في أوروبا وأجزاء من آسيا. تقترح الفرضية أن شعب حضارة كورغان في سهوب بونتيك-قزوين شمال البحر الأسود كانوا المتحدثين الأكثر أرجحية باللغة الهندية الأوروبية البدائية. يُستمد هذا المصطلح من الكلمة الروسية  كورغان (курга́н) التي تعني جثوة أو تل الدفن.
صيغت نظرية السهوب للمرة الأولى من قِبَل أوتو شريدر (1883) وجوردون تشايلد (1926)، ليجري منهجتها في خمسينيات القرن العشرين من قِبَل ماريا جيمبوتاس التي استخدمت المصطلح لتُجْمِل حضارات مختلفة  كحضارة يامنايا (أو القبر الصغير) وما سبقها من حضارات. وبدلًا من ذلك يتخذ ديفيد أنتوني لبّ حضارة يامنايا وعلاقتها بالحضارات الأخرى كنقطة مرجعية.
عرّفت جيمبوتاس حضارة كورغان بأنها تتألف من أربع فترات متوالية، إذ كانت أبكر أبكرها «حضارة كورغان الأولى» متضمنةً حضارتي سمارة وسيروغلازوفو في منطقة دنيبر-فولغا في العصر النحاسي (مطلع الألفية الرابعة قبل الميلاد). شعوب هذه الحضارات كانوا من الرعاة الرحّل الذين -وفقًا للنموذج- قد توسعوا في جميع أنحاء سهوب بونتيك-قزوين وأوروبا الشرقية بحلول أوائل الألفية الثالثة قبل الميلاد.
قدمت ثلاث دراسات وراثية في عام 2015 دعمًا جزئيًا لنظرية جيمبوتاس فيما يتعلق بالموطن الأصلي للغة الهندية الأوروبية البدائية. وطبقًا لهذه الدراسات فإن المجموعتان الفردانيتان R1b, R1a –المجموعتان الأشيع في أوروبا حاليًا (R1a شائعة أيضًا في جنوب آسيا)– قد توسعتا من السفوح الواقعة شمال بحري بونتيك وقزوين إلى جانب اللغات الهندية الأوروبية؛ واكتشفوا أيضًا وجود مكون صبغي جسمي في الأوروبيين المعاصرين لم يكن موجودًا في الأوروبيين النيوليثيين، والذي من الممكن أنه أُدخل مع السلالة الأبوية R1b و R1a فضلًا عن اللغات الهندية الأوروبية.

## التاريخ

### الأسلاف
كانت الحجج الداعية إلى تعريف الأوروبيين الهنديين البدائيين بوصفهم بدو السهوب الرحّل من منطقة بونتيك-قزوين قد قُدمت بالفعل في القرن التاسع عشر من قبل العالمين الألمانيين تيودور بينفاي (1869) وفيكتور هين (1870) متبوعين على وجه الخصوص بأوتو شريدر (1883، 1890). تيودور بيشه كان قد اقترح أهوار بينسك القريبة. رأى كارل بروغمان في عمله المعياري حول (بّي آي إي) وفي صيغة مختصرة في وقت لاحق أن الموطن الأصلي لا يمكن تحديده بدقة في ذلك الوقت، لكنه ميّال نحو رأي شريدر. ولكن بعد رفض كارل بينكا 1883 للأصول غير الأوروبية، أيّد العلماء الأصل الأوروبي الشمالي (انظر فرضية شمال أوروبا).
استمر الرأي القائل بالأصل البونتيكي بحصد التأييد بقوة من قبل البعض كعالمي الآثار غوردون تشايلد وإرنست واهل. يوناس بوتزيناس أحد طلاب واهل كان بدوره واحدًا من أساتذة جيمبوتاس. كانت جيمبوتاس التي تعترف بشريدر باعتباره مرهصًا، قادرة على حشد ثروة من الأدلة الأثرية من أراضي الاتحاد السوفييتي (وغيرها من البلدان التي كانت تنتمي آنذاك إلى الكتلة الشرقية) غير المتاحة بسهولة للعلماء من الدول الغربية، الأمر الذي مكنها من التوصل إلى صورة أكمل لأوروبا ما قبل التاريخ.

### لمحة عامة
عندما اقُترح لأول مرة في عام 1956، في كتاب أوروبا الشرقية ما قبل التاريخ، الجزء 1، كانت مساهمة ماريا جيمبوتاس في البحث عن الأصول الهندية الأوروبية توليفة متعددة التخصصات من علم الآثار واللغويات. إن نموذج كورغان للأصول الهندية الأوروبية يحدد سهوب بونتيك -قزوين على أنها الموطن الأصلي للغة الهندية الأوروبية البدائية، ومن المفترض أن مجموعة متنوعة من اللهجات المتأخرة منها قد تم التحدث بها في مختلف أنحاء المنطقة. وفقًا لهذا النموذج، توسعت حضارة كورغان تدريجيًا حتى شملت كامل سهوب بونتيك-قزوين، إذ عُرفت حضارة كورغان الرابعة بحضارة يامنايا نحو العام 3000 قبل الميلاد.
وسهل تنقل حضارة كورغان توسعها في المنطقة بأسرها، ويعزى ذلك إلى استئناس الخيول ثم إلى استخدام العربات المبكرة لاحقًا. ويأتي أول دليل أثري قوي لاستئناس الخيول من حضارة سردني ستوغ شمال بحر آزوف في أوكرانيا بالتوافق مع نشوء النواة المبكرة للغة «بّي آي إي» أو «ما قبل اللغة بُي آي إي» للألفية الخامسة قبل الميلاد. أدى التوسع اللاحق إلى ما وراء السهوب أدى إلى حضارات هجينة أو حسب جيمبوتاس حضارات «مكرغنة» كحضارة الأمفورا الكروية. ومن هذه الحضارت المكرغنة جاءت هجرة البروتو-يونانيين إلى البلقان والحضارت الهندو-إيرانية البدوية إلى الشرق حوالي العام 2500 ق.م.

## حضارة كورغان

### الأفق الحضاري
عرّفت جيمبوتاس وقدّمت مصطلح «حضارة كورغان» عام 1956 بينّة إدخال «مصطلح أوسع» من شأنه أن يجمع بين أفق حضارة سردني ستوغ الثانية وحضارة القبر الصغير وحضارة الخزف المحزم (التي تغطي الألفية الرابعة والثالثة في جزء كبير من أوروبا الشرقية والشمالية). يجمع نموذج «حضارة كورغان» مختلف حضارات العصر النحاسي حتى العصر البرونزي المبكر (الألفية الخامسة إلى الثالثة قبل الميلاد) وسهوب بونتيك-قزوين لتبرير تعريفها بأنها حضارة أثرية واحدة أو أفق حضاري واحد على أساس أوجه التشابه فيما بينها. إن بناء الكورغان (مقابر التلال) على نحو غريب لا يشكل سوى عامل واحد من بين عدة عوامل. وكما هو الحال دائمًا في تجميع الحضارات الأثرية، فإن الخط الفاصل بين حضارة وأخرى لا يمكن رسمه بدقة شديدة وسيكون موضعًا للجدال.
الحضارات التي اعتبرتها جيمبوتاس جزءًا من «حضارة كورغان»:
- بوك-دنيستر (الألفية السادسة)
- سمارا (الألفية الخامسة)
- خفالينسك (الألفية الخامسة)
- دنيبر-دونيتس (الألفية الخامسة إلى الرابعة آلاف سنة)
- سريدني-ستوغ (منتصف الألفية الخامسة حتى منتصف الألفية الرابعة)
- مايكوب-ديرايفكا (منتصف الألفية الرابعة حتى منتصف الألفية الثالثة)
- يامنايا (القبر الصغير): إن هذا في حد ذاته أفق ثقافي متنوع ، يمتد على كامل سهوب بونتيك - قزوين من منتصف الألفية الرابعة إلى الألفية الثالثة.
- حضارة يوساتوفو (أواخر الألفية الرابعة)

### مراحل الحضارة والتوسع

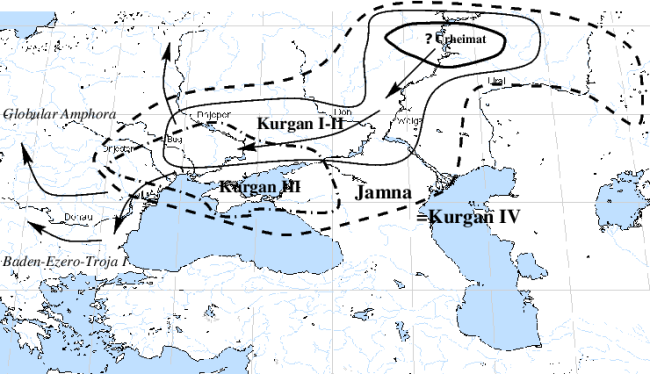
نظرة عامة على فرضية كورغان

يحدد اقتراح جيمبوتاس الأصلي أربع مراحل متتالية من حضارة كورغان:
- كورغان الأولى، منطقة دنيبر/فولغا، مطلع منتصف الألفية الرابعة قبل الميلاد. وفيما يبدو أنها تطورت من حضارات حوض الفولغا تشمل المجموعات الفرعية حضارتي سمارا وسيروغلازوفو.
- كورغان الثانية-الثالثة، النصف الأخير من الألفية الرابعة قبل الميلاد. تشمل حضارة سريدني ستوغ وحضارة مايكوب في شمال القوقاز. دوائر الحجر ومسلات حجرية تجسيمية للآلهة.
- حضارة كورغان الرابعة أو القبر الصغير (يامنايا)، النصف الأول من الألفية الثالثة قبل الميلاد وتشمل كامل منطقة السهوب من الأورال وحتى رومانيا.

وفي منشورات أخرى تقترح ثلاث «موجات» متتالية من التوسع:
- الموجة 1: قبل كورغان الأولى، التوسع من فولغا السفلى إلى دنيبر مؤديةً إلى التعايش بين كورغان الأولى وحضارة كيوكوتيني. تمتد انعكاسات الهجرات حتى منطقة البلقان وعلى طول نهر الدانوب حتى حضارة الفينكا في صربيا وحضارة لنغيال في المجر.
- الموجة 2: منتصف الألفية الرابعة قبل الميلاد نشأت في حضارة المايكوب وأسفرت عن تقدم الحضارات «المكرغنة» الهجينة إلى شمال أوروبا في حوالي العام 3000 ق.م (حضارة الأمفورا الكروية، وحضارة بادن، وحضارة السلع الحبلية أو كوردد وير). ووفقا لجيمبوتاس، فإن هذا يتوافق مع أول توغل للغات الهندية الأوروبية في أوروبا الغربية والشمالية.
- الموجة 3: 3000-2800 ق.م، إن التوسع في حضارة القبر الصغير إلى ما هو أبعد من السهوب مع ظهور القبور الصغيرة المميزة حتى مناطق رومانيا الحديثة وبلغاريا وشرق المجر وجورجيا يتزامن مع نهاية حضارتي كوكوتيني-تريبيليا وترياليتي في جورجيا (2750 ق.م).